# Кандри-Куль (озеро)
Кандри-Куль (Кандракул; рос. Кандры-Куль) — друге за величиною озеро Башкортостану, розташовано в Туймазинському районі за 25 км на південний схід від районного центру — міста Туймази, в межах лісостепової зони Башкирії. 
Карстово-провального походження. Береги озера є 2 тераси, складені пісками, делювіальнимі суглинками, уламками зцементованих піщаних гірських порід. Північно-східні і східні береги низькі, з широкою смугою піщаного пляжу; інші — більш піднесені. 
Вода — прісна, слаболужна, відрізняється високо прозорістю. За хімічним складом належить до сульфатно-натрієвого типу сульфатного класу магнієвої групи. Підживлення внаслідок впадання декількох невеликих струмків. 
На березі озера створені базиа відпочинку, уздовж північного берега проходить автошлях М5 «Урал».